# Чудово
Чу́дово — город (с 1937) в России, на севере Новгородской области. Административный центр Чудовского района, в котором образует муниципальное образование город Чудово со статусом городского поселения как единственный населённый пункт в его составе. В рамках административно-территориального устройства является городом районного значения.
Население — 14 302 чел. (2021).
Город расположен на Приильменской низменности, на реке Керести (приток Волхова, бассейн Ладожского озера), в 73 км от Великого Новгорода и в 118 км от Санкт-Петербурга.

## Этимология
Существует несколько версий этимологии топонима Чудово. Одна из них гласит, что этот ойконим образован от этнонима финно-угорского племени чудь, что вполне вероятно, поскольку населённый пункт расположен на территории предполагаемого расселения чуди в домонгольский период.
С другой стороны, структура названия позволяет видеть в основе топонима прозвищное имя Чудо (зафиксированное в писцовых книгах Водской пятины Новгородской земли XVI века), от которого с помощью суффикса -ов образовано название в обычной форме притяжательного прилагательного.
Бытует мнение о том, что не следует склонять название города Чудово, но в районной газете «Родина» и в большинстве официальных документов органов местного самоуправления название последовательно склоняется в соответствии с правилами русского языка. В Ярославской области деревни Чудово и Юдово рядом, как в сказке про чудо-юдо, далеко от проживания народа чудь.

## История
Первое упоминание о Чудове было обнаружено в писцовой книге Водской пятины 1539 года, где говорится о деревне Чудово на Керести (современная улица Иванова) и деревне Чудовская Лука (она находилась в излучине реки Керести (за нынешней Центральной районной больницей), но позднее была перенесена на Большую Тихвинскую столбовую дорогу (нынешняя улица Косинова). Деревня Чудовская Лука была весьма крупной по меркам того времени — насчитывала более 30 дворов, что позволяет отнести её возникновение к более ранним годам. Позднее, с развитием ямского промысла на почтовом тракте деревня Чудово превратилась в Чудовский Ям, лежавший на дороге к Неве от Москвы через Новгород. В начале XIX века жители села Ям-Чудово занимались рыболовством, заготовкой сена и дров для продажи в Петербург. Название Ям-Чудово сохранялось до 1851 года.
В 1849 году рядом c Чудовом прошла первая очередь Николаевской железной дороги Санкт-Петербург — Москва (достроена в 1851 году). Первоначально станция в полутора верстах от села называлась Керестьская. В честь открытия первой очереди дороги по ней до Чудова прошёл императорский поезд, после чего Николай I отправился в бывшую усадьбу графа Аракчеева в селе Грузино по специально построенной к его приезду дороге, соединившей станцию и Грузинское шоссе (сейчас это — Октябрьская улица, до войны бывшая центральной улицей пристанционного посёлка, а затем — и города).
В 1871 году закончено строительство узкоколейной железной дороги Новгород — Чудово. Чудово становится узловой железнодорожной станцией, возле которой вырос крупный посёлок. В 1877 году вместо двух деревянных вокзалов, располагавшихся по обе стороны полотна, построен на нечётной стороне каменный железнодорожный вокзал по проекту архитектора Б. Ф. Лорберга (одно из немногих в городе зданий XIX века, сохранившихся до наших дней).
В 1923 году пристанционный посёлок Чудово получает статус посёлка городского типа, который с 1 августа 1927 года стал центром Чудовского района Новгородского округа Ленинградской области (23 июля 1930 года деление на округа в СССР было упразднено). 25 июня 1928 года в соответствии с постановлением Президиума ВЦИК пристанционный посёлок Чудово был преобразован в рабочий посёлок.
20 июня 1937 года по очередному постановлению Президиума ВЦИК посёлок Чудово получил статус города районного подчинения.
На июнь 1941 года в районе насчитывался 1 город, 3 рабочих посёлка (Грузино, Коминтерн и Краснофарфорный), более 100 сельских населённых пунктов; проживало более 61 000 человек, из которых около 10 000 в Чудове и ближайших окрестностях: Итальянке (сейчас ул. Большевиков), Владимирке (ул. Ленина в микрорайоне), Боровом (ул. Ленина от станции до «Спутника»), Первомайском (ул. Тушинские), сёлах Чудово, Лука 1-я (ул. Косинова), Лука 2-я, Гудалово).
В период Великой Отечественной войны город был оккупирован германскими войсками (21-я пехотная дивизия 18-й армии) 20 августа 1941 года.
Освобождён 29 января 1944 года от гитлеровских германских войск советскими войсками 54-й армии Волховского фронта (44-я стрелковая дивизия, полковник И. А. Воробьёв; 111-й стрелковый корпус, генерал-майор Б. А. Рождественский; 2-й укрепрайон, полковник С. Е. Росийченко; 48-й отдельный дивизион бронепоездов, майор А. Б. Бархударов) в ходе Новгородско-Лужской наступательной операции.
Соединениям, отличившимся в боях за освобождение города Чудово, присвоено наименование «Чудовских»:
- 44-я стрелковая дивизия (полковник И. А. Воробьёв);
- 14-я отдельная стрелковая бригада;
- 53-я отдельная стрелковая бригада (полковник М. С. Елшинов);
- 2-й укреплённый район (полковник С. Е. Росийченко)[17].

По Указу Президиума Верховного Совета СССР от 5 июля 1944 года город Чудово и весь Чудовский район были включены в состав вновь образованной Новгородской области.

## Население
| 1897    | 1926    | 1931    | 1937    | 1939    | 1959    | 1970    | 1979    | 1989    | 1992    | 1996    | 1998    |
| ------- | ------- | ------- | ------- | ------- | ------- | ------- | ------- | ------- | ------- | ------- | ------- |
| 1380    | ↗5295   | ↗5700   | ↗11 101 | ↗12 259 | ↘11 430 | ↗12 520 | ↗14 520 | ↗17 982 | ↗18 100 | →18 100 | ↘18 000 |
| 2000    | 2001    | 2002    | 2003    | 2005    | 2006    | 2007    | 2008    | 2009    | 2010    | 2011    | 2012    |
| →18 000 | →18 000 | ↘17 434 | ↘17 400 | ↘17 100 | ↘16 800 | ↘16 600 | ↘16 400 | ↘16 262 | ↘15 397 | ↗15 400 | ↘15 218 |
| 2013    | 2014    | 2015    | 2016    | 2017    | 2018    | 2019    | 2020    | 2021    |         |         |         |
| ↘15 093 | ↘15 047 | ↘15 008 | ↘14 973 | ↘14 730 | ↘14 394 | ↘14 056 | ↘13 909 | ↗14 302 |         |         |         |

На 1 января 2025 года по численности населения город находился на 811-м месте из 1124 городов Российской Федерации.
Национальный состав
По итогам переписи населения 2020 года проживали следующие национальности (национальности менее 0,1 % и другое, см. в сноске к строке «Другие»):
| Национальность | Численность, чел. | Доля     |
| -------------- | ----------------- | -------- |
| Русские        | 9837              | 68,78 %  |
| Цыгане         | 1076              | 7,52 %   |
| Украинцы       | 69                | 0,48 %   |
| Татары         | 44                | 0,31 %   |
| Узбеки         | 36                | 0,25 %   |
| Белорусы       | 27                | 0,19 %   |
| Армяне         | 24                | 0,17 %   |
| Молдаване      | 20                | 0,14 %   |
| Азербайджанцы  | 18                | 0,13 %   |
| Корейцы        | 18                | 0,13 %   |
| Таджики        | 15                | 0,10 %   |
| Другие         | 3118              | 21,80 %  |
| Итого          | 14 302            | 100,00 % |

## Местное самоуправление
Местное самоуправление города Чудово:
- Совет депутатов — представительный орган муниципального образования. Состоит из 15 депутатов, избираемых на 5 лет. Депутаты могут создавать в депутатские объединения — фракции. 4 депутата представляют городской совет в думе Чудовского района. В сентябре 2020 года избран четвертый созыв. Выборы проходили по мажоритарной системе в трёх пятимандатных избирательных округах.
- Глава города — высшее должностное лицо города Чудово. Избирается депутатами из своего состава тайным голосованием на срок полномочий Совета депутатов и является также председателем Совета депутатов. Глава города Чудово входит в состав думы Чудовского района. В 2020 году главой города избран Олег Черкашин («Единая Россия», округ № 2).
- Контрольно-счётный орган.

## Экономика
Основной сектор экономики города Чудово — промышленное производство.
Ведущими отраслями в 2018 году являлись: обработка древесины и производство изделий из дерева, производство прочих неметаллических минеральных продуктов (производство теплоизоляционных материалов, изделий из бетона и цемента), производство химических продуктов, производство машин и оборудования. В городе осуществляют деятельность 5 крупных разнопрофильных промышленных предприятий, среди которых всемирно известные предприятия с иностранными инвестициями: ООО «Урса Евразия», ООО «ЮПМ-Кюммене Чудово», ООО «Эс. Си. Джонсон».
Объём отгрузки товаров собственного производства, выполненных работ и услуг собственными силами по крупным и средним предприятиям муниципального района в обрабатывающих производствах в сопоставимых условиях достиг более 8,5 млрд руб. (119 % к 2017 году).
| Предприятие                                                                                             | Продукция | численность работающих |
| --- | --- | ---------------------- |
| ЗАО «Чудово-RWS» (с 1990 по 2023 год — совместное предприятие с финской компанией UPM)                  | Фанера. Шпон | 605                    |
| Филиал ОАО «Бетэлтранс» Чудовский завод железобетонных шпал                                             | Производство изделий из бетона                                                                                   | 462                    |
| Обособленное подразделение ООО «Эс. Си. Джонсон»: завод по производству бытовой химии в г. Чудово       | Химическое производство                                                                                          | 62                     |
| ОАО «Энергомаш»                                                                                         | Промышленное оборудование (теплообменники, насосы, вентиляторы), запасные части для энергетического оборудования | 230                    |
| ОАО «УРСА Чудово», с 2008 года — ООО «УРСА Чудово», с 2012 года — филиал ООО «УРСА Евразия» в г. Чудово | Теплоизоляционные материалы из стеклянного штапельного волокна (стекловата)                                      | 111                    |
| ООО "Носочно-перчаточная Фабрика «Виктория»                                                             | Производство трикотажных изделий                                                                                 | 39                     |
| ООО «Чудовская минипекарня»                                                                             | Производство хлебобулочных изделий                                                                               | 26                     |
| ООО «Чудовский хлеб»                                                                                    | Производство хлебобулочных изделий                                                                               | 35                     |
| ГУП «Опытно-специализированный завод г. Чудово ГНУСЗНИИМЭСХ»                                            | Производство металлоконструкций                                                                                  | 2                      |

## Транспорт

### Железнодорожный транспорт
Город стоит на железной дороге Санкт-Петербург — Москва, в 118 км от Санкт-Петербурга, в 532 км от Москвы и в 73 км от Великого Новгорода.
Железнодорожные станции:
- Чудово-Московское, Чудово-Новгородское, Чудово-Кировское

### Городской общественный транспорт
В городе действуют четыре городских автобусных маршрута:
- № 1: Больница — Улица Некрасова — Октябрьская улица — Улица Гагарина (магазин «Катерина») — улица Иванова — Успенское
- № 2: Больница — Улица Некрасова — Октябрьская улица — Улица Лермонтова — Улица Губина — Новопарковая улица — Улица Мира — Фестивальная улица — Грузинское шоссе — Улица Большевиков — Восстание
- № 2а: Больница — Улица Некрасова — Октябрьская улица — Улица Лермонтова — Улица Губина — Новопарковая улица — Улица Мира — Фестивальная улица — Грузинское шоссе — ЧуЗЭМ — Улица Большевиков — Восстание
- № 3: Больница — Улица Некрасова — Октябрьская улица — Улица Лермонтова — Вокзальная улица — улица Ленина — улица Свободы — Восстание

### Автотранспорт
В 1 км от города Чудово расположена федеральная автомобильная дорога М10. В городе Чудово действуют восемь пригородных маршрутов:
- № 101: Чудово — Краснофарфорный
- № 102: Чудово — Серебряницы
- № 102а: Чудово — Оскуй
- № 103: Чудово — Селищи
- № 104: Чудово — Пионер
- № 105: Чудово — Переход
- № 106: Чудово — Высокое
- № 107: Чудово — Вяжищи

и два междугородных:
- № 226: Чудово — Новгород
- № 303: Чудово — Новгород — Старая Русса

## Образование
В городе четыре общеобразовательных школы — начальная школа № 6, средняя школа № 1 им. Н. А. Некрасова, средняя школа № 4 и гимназия «Логос».
Дополнительное образование детям в области музыки и художественного творчества предоставляет Детская школа искусств им. В. С. Серовой.

## Средства массовой информации
- Телеканал Новгородское областное телевидение — кабельное вещание
- Телеканал «53 Регион» — кабельное вещание
- «Радио-53» 107,2 FM
- Газета «Родина» администрации Чудовского муниципального района

## Достопримечательности
В Чудове расположен дом-музей Н. А. Некрасова — охотничий домик поэта, восстановленный после Великой Отечественной войны.
Церковь Казанской иконы Божией Матери, построенная в 1904—1906 годах в неорусском стиле.

## Международные связи
Город-побратим: Парайнен (Финляндия ).
Чудово поддерживает также тесные связи со шведским городом Кумла.
В честь Парайнена и британского города Борнвилл — родины компании «Кэдбери» — в Чудове названы, соответственно, улица и переулок.

## Люди, связанные с городом
Родились в Чудове:
- Варвара (Трофимова) (Игуменья Варвара II) (1930—2011) — монахиня Русской православной церкви, настоятельница ставропигиального Пюхтицкого монастыря.
- Дмитренко, Людмила Васильевна (р. 1932) — российский переводчик французской литературы.
- Корнев, Герасим Яковлевич (1866—1924) — русский учёный, специалист по льноводству
- Северин, Гай Ильич (1926—2008) — академик Российской академии наук, доктор технических наук, профессор; чемпион СССР по горным лыжам.
- Хрипель, Геннадий Тимофеевич (р. 1949) — российский политик, член Совета Федерации Федерального Собрания РФ с января 1996 года по май 2007 года
- Чучелов, Борис Алексеевич (1916—1983) — советский футболист, нападающий. Мастер спорта СССР
- Шишкина, Марина Анатольевна (р. 1960) — российский политический и общественный деятель, депутат Законодательного Собрания Санкт-Петербурга V созыва

Проживали в Чудове:
- Ломанов Александр Иванович (?—1942) — моряк, служил на крейсере «Аврора», принимал участие в штурме Зимнего дворца. Жил в Чудово на ул. Железнодорожная, 29.
- Некрасов, Николай Алексеевич (1821—1878) — поэт, писатель, классик русской литературы. В доме, где жил поэт со своей супругой Зинаидой Николаевной, был создан музей.
- Солдатов, Иван Алексеевич (1922—1945) — Герой Советского Союза, родился в селе Вышнее Большое Воловского района Липецкой области. В городе Чудово он обучался в лётном училище[44].
- Струговщиков, Александр Николаевич — русский поэт, переводчик из дворянского рода Струговщиковых. Имел имение в Чудово. Так же тут жили его дети. На земле, ранее принадлежавшей ему, была построена железнодорожная станция. В его доме после революции 1917 года находился сельский совет. У Струговщикова в Чудово была небольшая картинная галерея, картины из которой сейчас находятся в галереях Новгорода, Москвы и Санкт-Петербурга. Также у Струговщикова в Чудово была небольшая частная школа.
- Успенский, Глеб Иванович (1843—1902) — писатель. Дом-музей в деревне Сябреницы Чудовского района недалеко от Чудово.